# Gaußsche isoperimetrische Ungleichung
Die gaußsche isoperimetrische Ungleichung ist in der Stochastik die isoperimetrische Ungleichung für den euklidischen Raum ausgestattet mit dem gaußschen Maß. Die Ungleichung sagt, dass unter allen Borel-Mengen im euklidischen Raum, die Halbräume das minimale gaußsche Oberflächenmaß besitzen.
Sie wurde von 1975 () von Christer Borell und unabhängig davon 1974 () von Wladimir Sudakow und Boris Tsirelson bewiesen.

## Aussage
Sei
- {\displaystyle (\mathbb {R} ^{n},{\mathcal {B}}(\mathbb {R} ^{n}),\gamma ^{n};d)} ein gaußscher Raum, der zusätzlich mit der euklidischen Metrik {\displaystyle d} ausgestattet ist, wobei {\displaystyle \gamma ^{n}(dx)=(2\pi )^{-n/2}e^{-\|x\|^{2}/2}d^{n}x} das kanonische {\displaystyle n}-dimensionale gaußsche Maß ist.
- {\displaystyle \Phi (x)=\gamma ^{1}([-\infty ,t])} die Verteilungsfunktion der Standard-Normalverteilung,
- {\displaystyle H=\{x\in \mathbb {R} ^{n}\colon \langle x,u\rangle <\lambda ,u\in \mathbb {R} ^{n},\lambda \in [-\infty ,+\infty ]\}} ein Halbraum, der mit demselben gaußschen Maß {\displaystyle \gamma ^{n}} ausgestattet ist,
- {\displaystyle A} eine Borel-Menge in {\displaystyle \mathbb {R} ^{n}},
- {\displaystyle d(x,A)=\inf\{d(x,a);a\in A\}} die kleinste Distanz zwischen {\displaystyle x} und {\displaystyle A}.
- {\displaystyle A_{r}=\{x\in \mathbb {R} ^{n}\colon d(x,A)<r\}} ist die geschlossene euklidische Nachbarschaft der Menge {\displaystyle A} mit Radius {\displaystyle r}. Analog die gleiche Definition für {\displaystyle H_{r}}. Beachte, {\displaystyle H_{r}} ist ein weiterer Halbraum.

Sei nun {\displaystyle \gamma ^{n}(H)=\gamma ^{n}(A)}. Dann gilt für alle {\displaystyle r>0}, dass {\displaystyle H_{r}} das kleinste gaußsche Maß besitzt, das bedeutet
{\displaystyle \gamma ^{n}(A_{r})\geq \gamma ^{n}(H_{r}).}
Als Konsequenz folgt daraus
{\displaystyle \Phi ^{-1}(\gamma ^{n}(A_{r}))\geq \Phi ^{-1}(\gamma ^{n}(A))+r.}
Außerdem, falls {\displaystyle \gamma ^{n}(A)\geq 1/2} gilt, dann ist zusätzlich
{\displaystyle 1-\gamma ^{n}(A_{r})\leq 1-\Phi (r)\leq {\tfrac {1}{2}}\exp(-r^{2}/2).}

## Verallgemeinerungen
Es existieren verschiedene Verallgemeinerungen, darunter die Bobkow-Ungleichung und die Ehrhard-Ungleichung.